# The Conjuring Universe

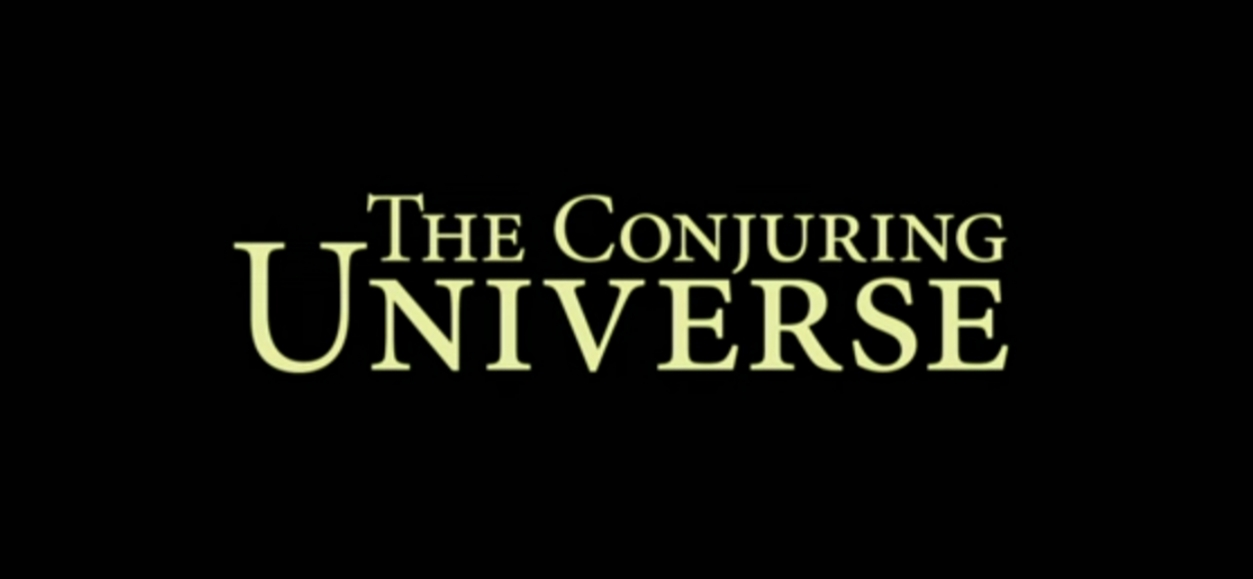

The Conjuring Universe is een horrorfilmserie geproduceerd door New Line Cinema, Safran Company en Atomic Monster Productions en gedistribueerd door Warner Bros. Pictures. De films tonen dramatische gebeurtenissen die betrekking hebben op het echtpaar Ed en Lorraine Warren, paranormale onderzoekers en auteurs die prominente maar controversiële gevallen van bovennatuurlijke verschijningen beschrijven. De hoofdserie volgt hun poging om mensen te helpen die bezeten zijn door demonische geesten, terwijl de spin-offs zich richten op de oorsprong van enkele van de wezens die de Warrens tegenkwamen. De filmreeks wordt als commercieel succesvol beschouwd, met $ 208 miljoen aan productiekosten tegenover $ 2,2 miljard aan opbrengsten wereldwijd. Daarmee werd het op een na meest winstgevende horrorfranchise ooit na Godzilla.

## Achtergrond
De filmreeks bestaat uit acht films waarvan drie films uit de hoofdserie, The Conjuring (2013), The Conjuring 2 (2016) en The Conjuring: The Devil Made Me Do It (2021) gericht op de gebeurtenissen van Ed en Lorraine Warren gespeeld door Patrick Wilson en Vera Farmiga en vijf spin-offs waarvan de drie films Annabelle (2014), Annabelle: Creation (2017) en Annabelle Comes Home (2019) over de door demonen gemanipuleerde pop Annabelle gaan die ook als proloog diende in de eerste The Conjuring-film en The Nun (2018) en The Nun II (2023) over de demonische non Valak die voor het eerst verscheen in de The Conjuring 2.

### Verhaal
Het verhaal van de eerste The Conjuring-film concentreerde zich op de zaak van Warrens uit 1971 waarin ze te maken krijgen met de vloek van een heks in een boerderij in Harrisville, Rhode Island en de tweede film op de zaak Enfield Poltergeist in Londen in 1977. De derde film speelt zich af tijdens de rechtszaak van Arne Cheyenne Johnson. Johnson wordt in 1981 beschuldigd van een moord in Connecticut. In de tijdlijn van de filmreeks zijn voor en tussen de films door ook spin-offs over de pop Annabelle, waarvan eerste Annabelle-film over John en Mia Form gaan, een echtpaar dat een kind verwacht en een vintage pop, Annabelle bezeten raakt door een wraakzuchtige geest nadat een groep in hun huis inbreekt en wordt vermoord. De tweede film speelt zich af voor de eerste film en draait om een poppenmaker en zijn vrouw, waarbij hun 12-jarige dochter eerder op tragische wijze stierf. Terwijl ze besluiten hun huis te openen voor een non en verschillende meisjes uit een gesloten weeshuis, worden zij al snel het doelwit van de bezeten creatie van de poppenmaker, Annabelle. De derde film vertelt het verhaal van de komst van de pop Annabelle die door de Warrens in hun huis veilig in een glazenkast wordt gezet, maar na hun afwezigheid door een onoplettende buitenstaander uit de kast wordt gehaald. Het verhaal van The Nun speelt zich af voor alle eerder uitgebrachte films en volgt een non, een priester en noviciaat terwijl ze een onheilig geheim onderzoeken dat al snel een kwaadaardige geest blijkt te zijn in de vorm van een demonische non. Het vervolg speelt zich af, twee jaar voor Annabelle: Creation.

## Films
| Film                                   | Première                          | Regisseur         | Schrijver(s)                                                            | Producent(en)                               |
| -------------------------------------- | --------------------------------- | ----------------- | ----------------------------------------------------------------------- | ------------------------------------------- |
| The Conjuring films                    |                                   |                   |                                                                         |                                             |
| The Conjuring                          | 15 juli 2013 (Los Angeles)        | James Wan         | Chad Hayes & Carey W. Hayes                                             | Rob Cowan, Tony DeRosa-Grund & Peter Safran |
| The Conjuring 2                        | 7 juni 2016 (Los Angeles)         | James Wan         | Chad Hayes, Carey W. Hayes, David Leslie Johnson-McGoldrick & James Wan | Rob Cowan, Peter Safran & James Wan         |
| The Conjuring: The Devil Made Me Do It | 26 mei 2021 (Verenigd Koninkrijk) | Michael Chaves    | David Leslie Johnson-McGoldrick                                         | Peter Safran & James Wan                    |
| Annabelle films                        |                                   |                   |                                                                         |                                             |
| Annabelle                              | 29 september 2014 (Los Angeles)   | John R. Leonetti  | Gary Dauberman                                                          | Peter Safran & James Wan                    |
| Annabelle: Creation                    | 19 juni 2017 (Los Angeles)        | David F. Sandberg | Gary Dauberman                                                          | Peter Safran & James Wan                    |
| Annabelle Comes Home                   | 20 juni 2019 (Los Angeles)        | Gary Dauberman    | Gary Dauberman & James Wan                                              | Peter Safran & James Wan                    |
| The Nun films                          |                                   |                   |                                                                         |                                             |
| The Nun                                | 4 september 2018 (Los Angeles)    | Corin Hardy       | Gary Dauberman & James Wan                                              | Peter Safran & James Wan                    |
| The Nun II                             | 6 september 2023                  | Michael Chaves    | Ian Goldberg, Richard Naing & Akela Cooper                              | Peter Safran & James Wan                    |

## Rolverdeling
| Personages                   | Films                | Films                             | Films                                    | Films                                 | Films                                    | Films                       | Films                                         | Films                                 |  |
| Personages                   | The Conjuring (2013) | Annabelle (2014)                  | The Conjuring 2 (2016)                   | Annabelle: Creation (2017)            | The Nun (2018)                           | Annabelle Comes Home (2019) | The Conjuring: The Devil Made Me Do It (2021) | The Nun II (2023)                     |  |
| ---------------------------- | -------------------- | --------------------------------- | ---------------------------------------- | ------------------------------------- | ---------------------------------------- | --------------------------- | --------------------------------------------- | ------------------------------------- |  |
| Ed Warren                    | Patrick Wilson       | Patrick Wilson (archief)          | Patrick Wilson                           |                                       | Patrick Wilson (archief)                 | Patrick Wilson              | Mitchell Hoog (jong) Patrick Wilson           | Patrick Wilson (cameo)                |  |
| Lorraine Warren              | Vera Farmiga         |                                   | Vera Farmiga                             | Vera Farmiga (archief)                |                                          | Vera Farmiga                | Megan Ashley Brown (jong) Vera Farmiga        | Vera Farmiga (cameo)                  |  |
| Judy Warren                  | Sterling Jerins      |                                   | Sterling Jerins                          | Sterling Jerins (archief)             |                                          | Mckenna Grace               | Sterling Jerins                               |                                       |  |
| Annabelle pop                | verschijning         | verschijning                      | verschijning                             | verschijning                          |                                          | verschijning                | verschijning                                  |                                       |  |
| Demon                        | Joseph Bishara       | Joseph Bishara                    | Joseph Bishara Robin Atkin Downes (stem) | Joseph Bishara Fred Tatasciore (stem) |                                          | Alexander Ward              |                                               |                                       |  |
| Camilla                      | Amy Tipton           | Amy Tipton                        |                                          |                                       |                                          | Sade Katarina               |                                               |                                       |  |
| Debbie                       | Morganna May         | Morganna May                      |                                          |                                       |                                          | Kenzie Caplan               |                                               |                                       |  |
| Rick                         | Zach Pappas          | Zach Pappas                       |                                          |                                       |                                          |                             |                                               |                                       |  |
| Drew Thomas                  | Shannon Kook         |                                   | Shannon Kook                             |                                       | Shannon Kook (archief)                   |                             | Shannon Kook                                  |                                       |  |
| Maurice "Frenchie" Theriault | Christof Veillon     |                                   | Christof Veillon (archief)               |                                       | Jonas Bloquet Christof Veillon (archief) |                             |                                               | Jonas Bloquet                         |  |
| Pater Gordon                 | Steve Coulter        |                                   | Steve Coulter                            |                                       |                                          | Steve Coulter               | Steve Coulter                                 |                                       |  |
| Carolyn Perron               | Lili Taylor          |                                   |                                          |                                       | Lili Taylor                              |                             |                                               |                                       |  |
| Janice "Annabelle" Higgins   |                      | Keira Daniels (jong) Tree O'Toole |                                          | Talitha Bateman (jong) Tree O'Toole   |                                          | Tree O'Toole (archief)      |                                               |                                       |  |
| Pete Higgins                 |                      | Brian Howe                        |                                          | Brian Howe                            |                                          |                             |                                               |                                       |  |
| Sharon Higgins               |                      | Kerry O'Malley                    |                                          | Kerry O'Malley                        |                                          |                             |                                               |                                       |  |
| John Form                    |                      | Ward Horton                       |                                          | Ward Horton (archief)                 |                                          |                             |                                               |                                       |  |
| Mia Form                     |                      | Annabelle Wallis                  |                                          | Annabelle Wallis (archief)            |                                          |                             |                                               |                                       |  |
| Valak                        |                      |                                   | Bonnie Aarons                            | Bonnie Aarons (cameo)                 | Bonnie Aarons                            |                             |                                               | Bonnie Aarons                         |  |
| Annabelle "Bee" Mullins      |                      |                                   |                                          | Samara Lee                            |                                          | Samara Lee                  |                                               |                                       |  |
| Zuster Irene                 |                      |                                   |                                          |                                       | Taissa Farmiga                           |                             |                                               | Margot Bernazzi (jong) Taissa Farmiga |  |
| Kardinaal Conroy             |                      |                                   |                                          |                                       | David Horovitch                          |                             |                                               | David Horovitch                       |  |

## Overige crew en details
| Functie          | Films                                                    | Films                                                                                  | Films                                                                                  | Films                                                                                  | Films                                                         | Films                                                         | Films                                                         | Films                                                         | Films |
| Functie          | The Conjuring (2013)                                     | Annabelle (2014)                                                                       | The Conjuring 2 (2016)                                                                 | Annabelle: Creation (2017)                                                             | The Nun (2018)                                                | Annabelle Comes Home (2019)                                   | The Conjuring: The Devil Made Me Do It (2021)                 | The Nun II (2023)                                             |       |
| ---------------- | -------------------------------------------------------- | -------------------------------------------------------------------------------------- | -------------------------------------------------------------------------------------- | -------------------------------------------------------------------------------------- | ------------------------------------------------------------- | ------------------------------------------------------------- | ------------------------------------------------------------- | ------------------------------------------------------------- | ----- |
| Componist        | Joseph Bishara                                           | Joseph Bishara                                                                         | Joseph Bishara                                                                         | Benjamin Wallfisch                                                                     | Abel Korzeniowski                                             | Joseph Bishara                                                | Joseph Bishara                                                | Marco Beltrami                                                |       |
| Cameraman        | John R. Leonetti                                         | James Kniest                                                                           | Don Burgess                                                                            | Maxime Alexandre                                                                       | Maxime Alexandre                                              | Michael Burgess                                               | Michael Burgess                                               | Tristan Nyby                                                  |       |
| Filmmonteur(s)   | Kirk M. Morri                                            | Tom Elkins                                                                             | Kirk M. Morri                                                                          | Michel Aller                                                                           | Michel Aller Ken Blackwell                                    | Kirk M. Morri Alain Romi Liz Calandrello Stuart Sperling      | Peter Gvozdas                                                 | Gregory Plotkin                                               |       |
| Productiebedrijf | New Line Cinema The Safran Company Evergreen Media Group | New Line Cinam The Safran Company RatPac-Dune Entertainment Atomic Monster Productions | New Line Cinam The Safran Company RatPac-Dune Entertainment Atomic Monster Productions | New Line Cinam The Safran Company RatPac-Dune Entertainment Atomic Monster Productions | New Line Cinema The Safran Company Atomic Monster Productions | New Line Cinema The Safran Company Atomic Monster Productions | New Line Cinema The Safran Company Atomic Monster Productions | New Line Cinema The Safran Company Atomic Monster Productions |       |
| Distributeur     | Warner Bros. Pictures                                    | Warner Bros. Pictures                                                                  | Warner Bros. Pictures                                                                  | Warner Bros. Pictures                                                                  | Warner Bros. Pictures                                         | Warner Bros. Pictures                                         | Warner Bros. Pictures                                         | Warner Bros. Pictures                                         |       |
| Speelduur        | 112 minuten                                              | 99 minuten                                                                             | 134 minuten                                                                            | 110 minuten                                                                            | 96 minuten                                                    | 106 minuten                                                   | 112 minuten                                                   | 110 minuten                                                   |       |

## Ontvangst

### Budget en opbrengst
| Film                                   | Budget         | Opbrengst     | Opbrengst     | Opbrengst     | Bron   |
| Film                                   | Budget         | Noord-Amerika | Overige delen | Wereldwijd    | Bron   |
| -------------------------------------- | -------------- | ------------- | ------------- | ------------- | ------ |
| The Conjuring                          | $ 20 miljoen   | $ 137.400.141 | $ 182.094.497 | $ 319.494.638 | [ 3 ]  |
| Annabelle                              | $ 6,5 miljoen  | $ 84.273.813  | $ 172.773.848 | $ 257.047.661 | [ 4 ]  |
| The Conjuring 2                        | $ 40 miljoen   | $ 102.470.008 | $ 217.922.810 | $ 320.392.818 | [ 5 ]  |
| Annabelle: Creation                    | $ 15 miljoen   | $ 102.092.201 | $ 204.423.683 | $ 306.515.884 | [ 6 ]  |
| The Nun                                | $ 22 miljoen   | $ 117.450.119 | $ 248.100.000 | $ 365.550.119 | [ 7 ]  |
| Annabelle Comes Home                   | $ 27 miljoen   | $ 74.152.591  | $ 157.100.000 | $ 231.252.591 | [ 8 ]  |
| The Conjuring: The Devil Made Me Do It | $ 39 miljoen   | $ 65.631.050  | $ 136.400.000 | $ 202.031.050 | [ 9 ]  |
| The Nun II                             | $ 38,5 miljoen | $ 86.267.073  | $ 183.200.000 | $ 269.468.594 | [ 10 ] |

### Reacties
| Film                                   | Rotten Tomatoes         | Metacritic      | Bron          |
| -------------------------------------- | ----------------------- | --------------- | ------------- |
| The Conjuring                          | 85% (217 beoordelingen) | 68 (35 critici) | [ 11 ] [ 12 ] |
| Annabelle                              | 29% (129 beoordelingen) | 37 (27 critici) | [ 13 ] [ 14 ] |
| The Conjuring 2                        | 80% (244 beoordelingen) | 65 (38 critici) | [ 15 ] [ 16 ] |
| Annabelle: Creation                    | 70% (178 beoordelingen) | 62 (29 critici) | [ 17 ] [ 18 ] |
| The Nun                                | 26% (182 beoordelingen) | 46 (32 critici) | [ 19 ] [ 20 ] |
| Annabelle Comes Home                   | 64% (177 beoordelingen) | 53 (35 critici) | [ 21 ] [ 22 ] |
| The Conjuring: The Devil Made Me Do It | 56% (244 beoordelingen) | 53 (39 critici) | [ 23 ] [ 24 ] |
| The Nun II                             | 52% (139 beoordelingen) | 47 (24 critici) | [ 25 ] [ 26 ] |

## The Conjuring Universe tijdlijn
Alle acht films van The Conjuring Universe vonden plaats tussen 1952 en 1981.
- 1952: The Nun
- 1956: The Nun II
- 1958: Annabelle: Creation
- 1970: Annabelle
- 1971: The Conjuring
- 1972: Annabelle Comes Home
- 1977: The Conjuring 2
- 1981: The Conjuring: The Devil Made Me Do It

## Gerelateerde films
| Film                    | Première                | Regisseur        | Schrijver(s)                    | Producent(en)                               |
| ----------------------- | ----------------------- | ---------------- | ------------------------------- | ------------------------------------------- |
| Gerelateerde films      |                         |                  |                                 |                                             |
| Wolves at the Door      | 21 oktober 2016 (India) | John R. Leonetti | Gary Dauberman                  | Peter Safran                                |
| The Curse of La Llorona | 15 maart 2019 (Austin)  | Michael Chaves   | Mikki Daughtry & Tobias Iaconis | Gary Dauberman, Emile Gladstone & James Wan |

Hoewel deze films niet als een deel van de The Conjuring Universe-franchise wordt beschouwd, spelen de films zich wel af in hetzelfde universum. In de eerste gerelateerde film Wolves at the Door uit 2016 van John R. Leonetti speelt Eric Ladin, die zijn rol herhaalt als rechercheur Clarkin uit Leonetti's film Annabelle uit 2014. De film is losjes gebaseerd op de Manson Family-moorden in 1969. De tweede gerelateerde film The Curse of La Llorona uit 2019 van Michael Chaves speelt Tony Amendola, die zijn rol herhaalt als pater Perez ook van de film Annabelle uit 2014. Het personage geeft richting aan de familie die wordt gekweld door de titulaire geest en vertelt de spookachtige aan zijn ervaringen met de demonische entiteit die aan de pop is verbonden.

## Trivia
- De bezeten pop Annabelle komt in de meeste films van deze horrorfilmserie voor en is onderdeel van een van de bekendere verhalen van Ed en Lorraine Warren. De echte pop staat in de The Warrens 'Occult Museum in Monroe, Connecticut.[2][27]